# Jebel Marra
Il Jebel Marra ( in arabo  جبل مرة ‎?, Jabal Marra "montagna amara", o "cattiva") è un stratovulcano situato nel Darfur, nell'ovest del Sudan, alto 3042 m.
La sommità del vulcano è occupata da una caldera di 5 chilometri di diametro formatasi circa tremilacinquecento anni fa durante una eruzione esplosiva. Le pendici del vulcano sono formate da antiche colate di lava e da depositi piroclastici. Vi si trovano anche più recenti piccoli coni attorno al vulcano principale. Nella caldera vi sono due laghi uno più elevato posto a nord del cono e il secondo in una caldera più piccola formatasi forse in un periodo successivo. Il vulcano è ritenuto dormiente visto che la regione è ancora interessata da fenomeni di fumarole.
È considerato dai nativi del Darfur il simbolo della loro patria.

## Lagos
Le note di H. F. C. Hobbs del 1918 sui laghi di Jebel Marra indicano che i due laghi di Deriba (gli unici due di Marra di cui era a conoscenza) erano situati a un'altezza di 1.700 piedi sul livello del mare. Occupavano una formazione ad anfiteatro, con un diametro di circa 3 o 4 miglia, formata da una serie circolare (o leggermente ovale) di elevazioni in forte pendenza, che variavano da circa 800 a 2000 piedi sopra la superficie.
Il lago salato, conosciuto dai nativi come la 'femmina', era il più grande dei due e occupava l'angolo nord-orientale dell'anfiteatro. Misurava circa 1950 metri di lunghezza, 1350 di larghezza e circa 3 miglia di circonferenza. L'acqua di questo lago era nota per essere molto salata, sporca, di colore verdastro e con uno sgradevole odore acre. Un considerevole deposito di sale segnava il livello dell'acqua alta e, ad eccezione dell'estremità settentrionale, le rive degradavano gradualmente in un fango morbido, trasudante e dall'odore forte. Hobbs non effettuò sondaggi per motivi di tempo, ma dedusse che il lago probabilmente non era molto profondo, tranne forse all'estremità settentrionale. Eseguì una traversata prismatica completa con la bussola, percorrendo le distanze, con un piccolo errore di chiusura, ottenendo risultati relativamente accurati.
Il secondo lago, conosciuto come "il maschio", si trovava a circa mezzo miglio a sud del lago salato e conteneva acqua più o meno dolce. Era lungo circa 1.550 metri, largo 900 metri, con una circonferenza di circa 1.000 metri, e formava il centro di un grande cratere, senza dubbio di origine vulcanica. I lati del cratere si innalzavano quasi perpendicolarmente dall'acqua, raggiungendo un'altezza di circa 400-700 metri, tranne sul lato nord, dove il bordo del cratere era notevolmente più basso, consentendo una pendenza più graduale verso l'acqua. L'acqua di questo lago, come quella del lago salato, era verdastra, pulita, chiara e aveva un leggero odore di zolfo. Un campione prelevato per l'analisi si è rotto insieme all'ultima bottiglia di whisky.
Non avendo il tempo di prendere le sonde o di fare una traversata completa del secondo lago, Hobbs si affidò a una bussola prismatica e a un telemetro tascabile per la maggior parte delle misurazioni della distanza. Queste cifre erano considerate approssimative. Il lago era considerato con superstizione e paura dagli abitanti di Jebel Marra, che credevano nelle sue proprietà mistiche. Pochi nativi lo avevano visitato, ma si riteneva che fosse infestato, un oracolo a cui venivano poste domande e le risposte venivano dedotte dai colori che l'acqua assumeva in certi momenti.
Gli appunti descrivono anche l'ascesa di Hobbs al picco sud-ovest il 13 marzo 1918. Nonostante le affermazioni iniziali degli indigeni secondo cui non c'era un sentiero, alla fine furono ottenute delle guide che condussero la spedizione su un sentiero ben battuto nella parte più difficile della scalata. L'ascesa dal livello del lago richiese 4,5 ore, con la salita sulle creste che circondavano i laghi quasi a precipizio. La vetta ha rivelato altre due cime, a circa 1 miglio e 4 miglia di distanza, rispettivamente di 50 e 100 piedi più alte di quella che stavano scalando. Un altro picco, a circa 20 miglia di distanza, con una lettura magnetica di 540, era probabilmente il più alto. La vetta scalata era la più prominente sull'estremità sud-occidentale della montagna e veniva definita dagli abitanti del luogo come il Jebel Marra 'originale'. A causa dei limiti del barometro aneroide, che poteva registrare solo fino a 5.000 piedi, Hobbs non fu in grado di determinare l'altezza della cima che aveva raggiunto. Tuttavia, stimò a occhio che la cima si trovava ad almeno 2000 piedi sopra i laghi, collocandosi a circa 6800 piedi sopra il livello del mare.

## Geologia
Jebel Marra, un massiccio vulcanico estinto del tardo Terziario con un'elevazione massima di 3042 metri, si estende in direzione nord-sud per circa 55 miglia, si allarga a 40 miglia e continua a nord per altre 60 miglia. Si ritiene che le Colline di Tagabo e l'Altopiano di Meidob, a nord-est della catena, siano di origine vulcanica. L'altopiano poggia su rocce archeane su un sollevamento tra i bacini del Ciad e del Medio Nilo e si estende verso ovest fino al confine con il Sudan, formando un peneplain ondulato chiamato Complesso del Basamento, con altitudini che vanno da 1100 metri a est a 600 metri a ovest. Colline e creste isolate, come il Massiccio di Tebella di 1413 metri, forse resti di una superficie erosiva più antica, punteggiano il peneplain.
A sud-est e a sud di Jebel Marra, l'altopiano mantiene un'elevazione di 600-700 metri, rivelando rocce arcaiche sotto depositi di sabbia e argilla a distanze di 15-70 miglia dalla base della montagna. Caratteristiche simili si osservano nella parte occidentale, compresi piccoli altopiani e inselberg come le Dagu Hills e il Gennung a 1200 metri. Le regioni orientali e settentrionali di Zalingei sono dominate da scisti e gneiss cristallini acidi, mentre la controparte occidentale è costituita principalmente da paraschisi, gneiss calcareo-silicati e altre formazioni rocciose.
A sud del massiccio di Tebella, il bacino di Wadi Debarei sembra essere un avvallamento clinale intruso e occupato da granito non foliato. I geologi del Sudan Geological Survey hanno recentemente svolto un lavoro vicino a El Fasher e Nyala, ma i loro risultati non sono ancora stati pubblicati. Jebel Nyala, i Jebel Dagu e le Colline Wana mostrano composizioni granitiche e gneissiche, mentre le aree tra El Fasher e Nyala mostrano prevalentemente rocce quarzose.
A circa 100 miglia a est di Jebel Marra, le rocce arcaiche sono coperte da arenarie nubiane, con prove di un'estensione verso ovest vicino a El Geneina. Recenti indagini geologiche suggeriscono la presenza estesa di arenarie nubiane a sud-ovest di El Fasher, sotto sabbie trasportate dal vento, mettendo in discussione le convinzioni precedenti. Il calcare vicino a Zalingei, derivato dalle acque calcaree delle sorgenti, è l'unico deposito sedimentario registrato all'interno dell'affioramento archeologico.
Andrew (1948) suggerisce che l'attività vulcanica nel Jebel Marra sia iniziata nel Terziario superiore (Miocene). Il cratere Deriba, che si pensa sia una culminazione recente, ha un diametro di oltre 3 miglia e contiene due laghi con caratteristiche saline distinte. Picchi di lava circondano il cratere, uno dei quali potrebbe essere il punto più alto della catena. La storia vulcanica mostra periodi di continua eruzione di lava, erosione ed eventi esplosivi che hanno dato forma al grande cratere esistente. Le aree vulcaniche periferiche e una fase intrusiva rappresentata dai dicchi vicino a Kutum rimangono argomenti da studiare ulteriormente.
La regione è caratterizzata da diffusi depositi superficiali di origine fluviale ed eolica, con il Wadi 'Azum e i suoi affluenti che mostrano ampi canali e terrazze. I fiumi che scorrono verso est e sud-est hanno letti sabbiosi che cambiano in limi entro 30-50 miglia dalle loro fonti. Un'ampia pianura di limo o argilla a nord-est di Kutum è ritenuta una playa, mentre un ex erg, il qoz, conserva un rilievo dunale, immobilizzato dalla savana prevalente. L'Ibra occidentale convoglia il deflusso fluviale a sud di Jebel Marra, mentre il Qoz Dango continua l'estensione dell'erg, senza una controparte occidentale sugli altopiani vulcanici.
In sintesi, le caratteristiche geologiche e topografiche di Jebel Marra includono la sua origine vulcanica, le diverse composizioni rocciose, i depositi sedimentari e la storia dell'attività vulcanica. Le indagini geologiche in corso e la necessità di ulteriori indagini sottolineano la natura complessa di questa regione.

Cascata nel Jebel Marra
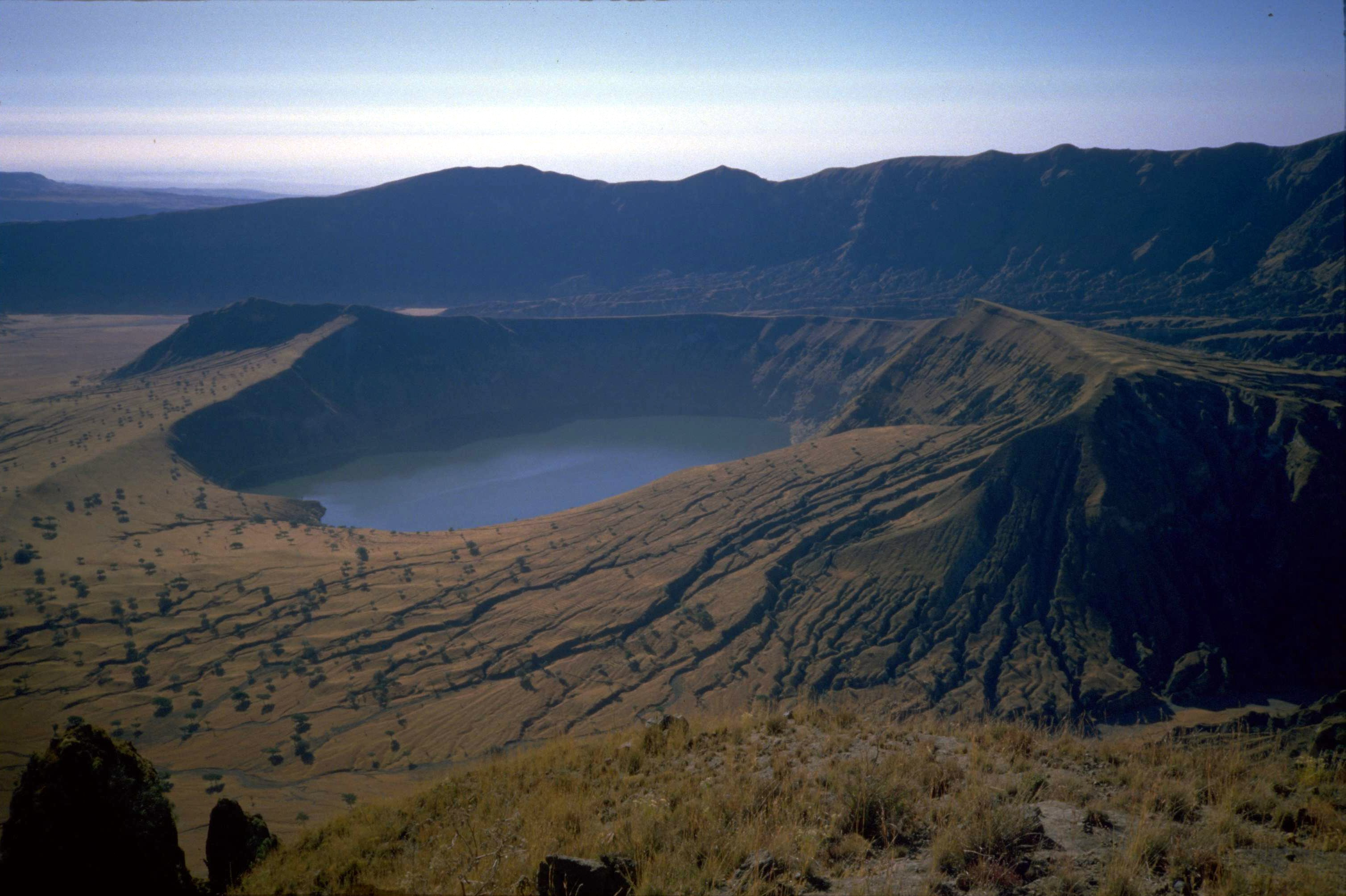
I crateri e la caldera
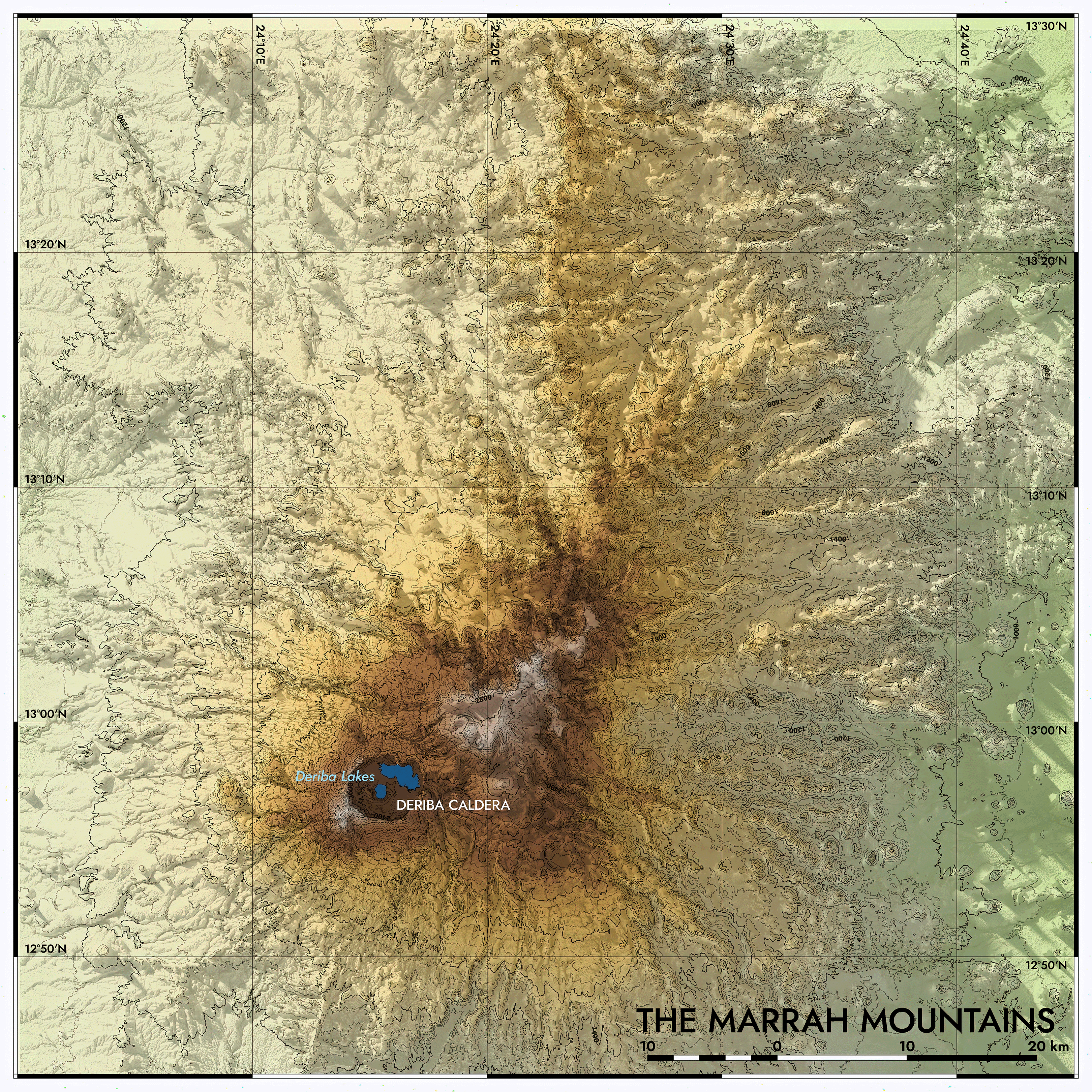
Mappa topografica delle Montagne Marrah
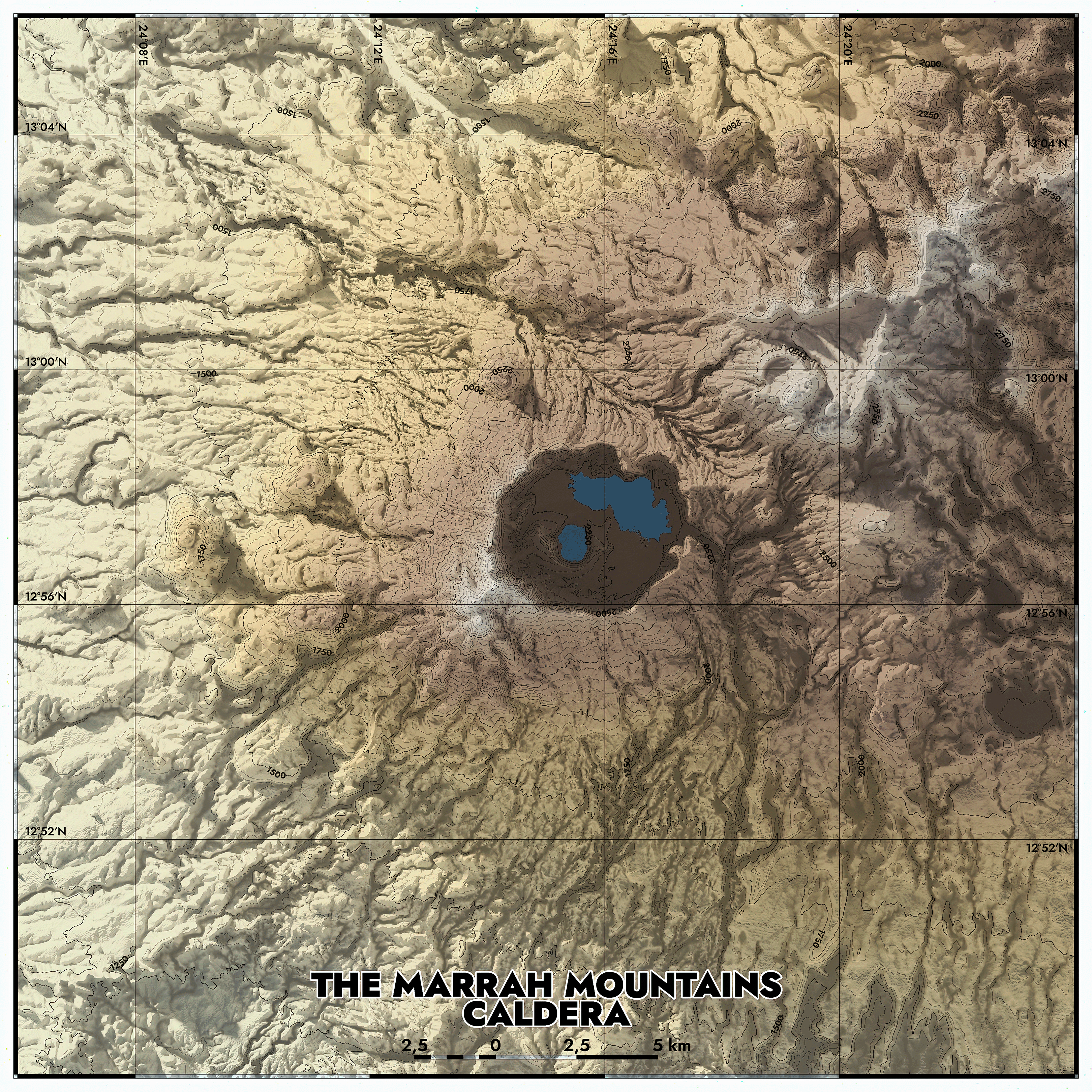
Dettaglio della caldera di Marrah